# روبرت الأول، دوق نيوستريا
روبرت الأول (697-764)؛ هو كونت هيسباي ودوق نيوستريا هو ابن لامبرت كونت هاسبنغاو وشروتليند ابنة ثيوديريك الثالث ملك نيوستريا وأوستراسيا والقديسة أمالابيرغا، كان كونت بلاطين خلال عهد شيلديريك الثالث، ستشكل ذريته سلالة العريقة تعتبر من الأهم الأسر المالكة في أوروبا.
تزوج روبرت من فيليسوندا؛ وأنجبت له ثلاثة أبناء:-
- كانكور (توفي. 771)؛ كونت هيسباي ورينغاو، من نسله سلالة بابينبيرغ الذين أصبحوا في نهاية المطاف دوقات النمسا.
- أنسيلم؛ قتل في معركة رونسزفالس، إسبانيا في 778، هو كونت بلاطين.
- ثورينغبرت؛ ربما هو جد روبرت القوي من الجيل الثالث.

بعد وفاته خلفه صهره سيغنرامنوس، ربما قبل أن يصبح ابنه كانكور بالغاً.